# Lignières (Svizzera)
Lignières (toponimo francese) è un comune svizzero di 1 006 abitanti abitanti del Canton Neuchâtel.

## Geografia fisica
Il territorio di Lignières si estende sulle colline a nord-ovest del lago di Bienne ed è solcato dal suo affluente Ruisseau de Vaux.

## Monumenti e luoghi d'interesse
- Chiesa parrocchiale riformata[3].

## Società

### Evoluzione demografica
L'evoluzione demografica è riportata nella seguente tabella:
Abitanti censiti

## Economia
L'economia locale si basa prevalentemente sul pendolarismo in uscita.

## Sport
Nel comune sorge l'omonimo circuito automobilistico, aperto nel 1962.